# ナインティ (アルバム)
『ナインティ』（原題：90 (Ninety)）は、イギリスのテクノ・バンド、808ステイトがZTTレコードに移籍後の1989年に発表したアルバムである。シンセサイザーを駆使し、前作よりエレクトロの要素を強めた作品となった。
この作品の1曲目「Magical Dream」では女性ボーカルを起用しており、この時点で彼らの方向性、基本スタイルは完全に固まったといえる。
米国盤のみ『ナインティ』の曲順の変更、曲追加、エディットなどを施して、更に「Pacific」のリミックス違い「Pacific 212」「Pacific 718」も収録し、現地の大手レーベルであるトミー・ボーイ・レコードからライセンスして『Utd. State 90』として1990年にリリースした。

## 収録曲

### 英国盤・日本盤
1. "Magical Dream" - マジカル・ドリーム - 3:52
2. "Ancodia" - アンコディア - 5:47
3. "Cobra Bora" - コブラ・ボラ - 6:22
4. 2Pacific 202" - パシフィック202 - 5:38
5. 2Donky Doctor" - ドンキー・ドクター - 5:24
6. 2808080808" - 808080808 - 4:20
7. "Sunrise" - サンライズ - 6:33
8. "The Fat Shadow (Pointy Head Mix)" - ザ・ファット・シャドウ - 0:59

### 米国盤 (Utd. State 90)
1. "Pacific 202"
2. "Boneyween"
3. "Ancodia"
4. "Kinky National"
5. "Cobra Bora"
6. "Cubik"
7. "Magical Dream"
8. "808080808"
9. "Revenge Of The Girlie Men"
10. "Donkey Doctor"
11. "Sunrise"
12. "State To State"
13. "Pacific 212"
14. "Pacific 718"